# Жаркент
Жарке́нт (каз. Жаркент) — город в Казахстане, административный центр Панфиловского района Жетысуской области.

## География
Расположен в 200 км к востоку от железнодорожной станции Сарыозек (на линии Семей — Алма-Ата) на шоссе Сарыозек — Хоргос, в 29 км от китайской границы. Кадастровый код — 266.

## Основание города
Жаркент был известен ещё в конце X века, через него входил на территорию Казахстана Великий шёлковый путь. Известный исследователь древностей И. А. Кастанье отмечает многочисленные курганы различных форм, а также упоминает христианско-несторианские и мусульманские памятники, относящиеся к древней и раннесредневековой истории Семиречья. Доказательством древности города Жаркента является городская крепостная стена, следы которой до сих пор сохранились. Подобная глиняная оборонительная стена характерна для средневековой и древней (средневекового и древнего периода?) истории Центральной Азии. Из исследований Шокана Валиханова, Билала Назима, Туглук Тимура, И. А. Кастанье следует, что возраст Жаркента не меньше возраста Кульджи, Алмалыка, Талгара (Талхир) и Алматы. Путешественник и ученый Шокан Шингисович Валиханов в 1856 году в своем дневнике сделал записи о городе Жаркенте и поселке Каратурук, вычертил карту. В энциклопедии «Жетісу» появление населённого пункта Каратурук относят к VI—VII веку нашей эры. Следует подчеркнуть, что Ш. Ш. Валиханов ещё в 1856 году Жаркент называет городом.
В 1881 году в результате Петербургского договора часть земель западной части Илийской долины осталась за Российской империей. На месте старых поселений, генералом Куропаткиным была основана новая деревня.
В Жаркенте есть деревянная мечеть, выстроенная в XIX веке.

## Население
| 1923    | 1939    | 1959    | 1970    | 1979    | 1989    | 1999    |
| ------- | ------- | ------- | ------- | ------- | ------- | ------- |
| 8109    | ↗11 322 | ↗12 434 | ↗19 173 | ↗23 997 | ↗31 106 | ↗32 656 |
| 2009    | 2016    | 2019    | 2021    |         |         |         |
| ↗33 350 | ↗43 430 | ↘42 617 | ↗52 361 |         |         |         |

## Символика
Герб Жаркента утверждён 19 марта 1908 года вместе с другими гербами Семиреченской области.
«В золотом щите на вершине горы марал натурального цвета. В вольной части герб Семиреченской области».

## Музей
Музей Воинской Славы был основан 25 января 2011 года на основании приказа акима Алматинской области. Площадь составляет 291,7 м². Основной фонд музея связан с древней историей края, предметами, определяющими историческое прошлое.